# ميشيل دي برناردين
ميشيل دي برناردين (بالإيطالية: Michele De Bernardin)‏ (مواليد 1 يناير 1978)، هو لاعب كرة قدم إيطالي سابق، لعب كحارس مرمى.